# 完結
| ウィキペディアには「完結」という見出しの百科事典記事はありません（タイトルに「完結」を含むページの一覧/「完結」で始まるページの一覧）。 代わりにウィクショナリーのページ「完結」が役に立つかもしれません。 |